# کمیته خلق کره شمالی
کمیته خلق کره شمالی ( Chosŏn'gŭl: 북조선 인민 위원회) دولت موقت حاکم بخش شمالی شبه جزیره کره از سال ۱۹۴۷ تا ۱۹۴۸ بود.
کمیته یک دولت موقت، طرفدار اتحاد جماهیر شوروی و ایدئولوژی کمونیست بود که در تاریخ ۲۱ فوریه ۱۹۴۷ به عنوان جانشین دولت موقت کمیته موقت خلق کره شمالی تأسیس شد. این کمیته در کنار اداره عمران شوروی عمل می‌کرد، و در نقش مشاوره ای به دولت موقت خدمت می‌کرد. این کمیته یک کمیته کمکی برای گذار به یک دولت کمونیستی در کرهٔ شمالی و در کره تحت اشغال شوروی تحت عنوان جمهوری دموکراتیک خلق کره بود که در تاریخ ۹ سپتامبر ۱۹۴۸ منحل شد.